# Ulica Stradomska w Krakowie
Ulica Stradomska (potocznie i tradycyjnie: Stradom) – ulica w Krakowie, w dzielnicy I Stare Miasto wyznaczająca główną oś dawnego przedmieścia Stradom. Stanowi przedłużenie ulicy Grodzkiej. Istniała już w XIV wieku. Prowadziła od Bramy Grodzkiej do prowadzącego na Kazimierz Mostu Królewskiego na Wiśle. Ulica w obecnym kształcie powstała po zasypaniu koryta Starej Wisły. Początkowo nazywana była Kazimierską. Obecna nazwa funkcjonuje od początku XX wieku.

## Zabudowa
W XVII wieku przy ulicy pod numerem 4 wzniesiono kościół Nawrócenia św. Pawła. Pod tym samym numerem znajduje się Muzeum Historyczno-Misyjne Zgromadzenia Księży Misjonarzy. Na tyłach kościoła, w kwartale między ulicami Stradomską, św. Gertrudy, św. Sebastiana i J. Dietla znajduje się Ogród Księży Misjonarzy.
Pod numerem 11 znajduje się kamienica Jakubowskich, dawny hotel "Pod Złotym Wołem", a później "Londyński". Tutaj w 1849 roku otwarto jeden z pierwszych krakowskich ogródków piwnych.
Na tyłach kamienicy pod numerami 12–14 znajdują się pozostałości po zdesakralizowanym kościele św. Jadwigi.
Pod numerem 13 znajduje się kamienica Bekierskich, w której w XIX wieku mieścił się hotel "Pod Białą Różą". W hotelu tym trzykrotnie, podczas przejazdu przez Kraków, zatrzymał się Honoriusz Balzak (w latach 1847, 1848 i 1850).
Pod numerem 17, na rogu z ulicą Koletek 1, znajduje się kamienica Maurycego Barucha, w której mieścił się Urząd Celny.
Przy zbiegu ulic Stradomskiej (pod numerem 27) i J. Dietla (pod numerem 42) znajduje się kamienica Ohrensteina, projektu prof. Jana Zawiejskiego. Jest to wybudowany w latach 1911–1913 pięciokondygnacyjny budynek, którego kopuła do II wojny światowej zwieńczona była iglicą. Jego właścicielami byli Mojżesz Löbel Ohrenstein, handlarz win, oraz jego żona Róża (oryg. Reizel), z domu Wald.

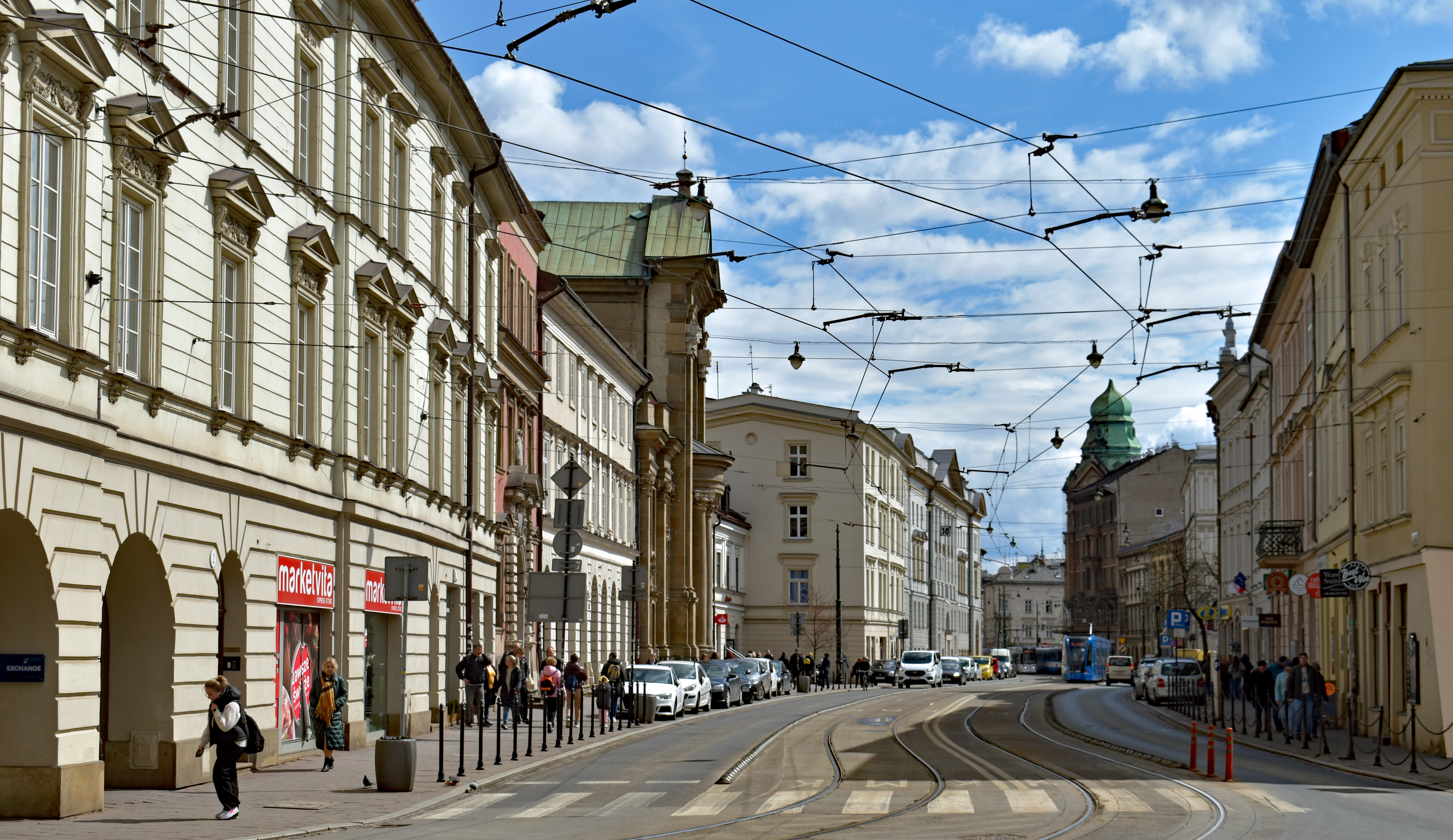
Widok z ulicy Grodzkiej (z północy)
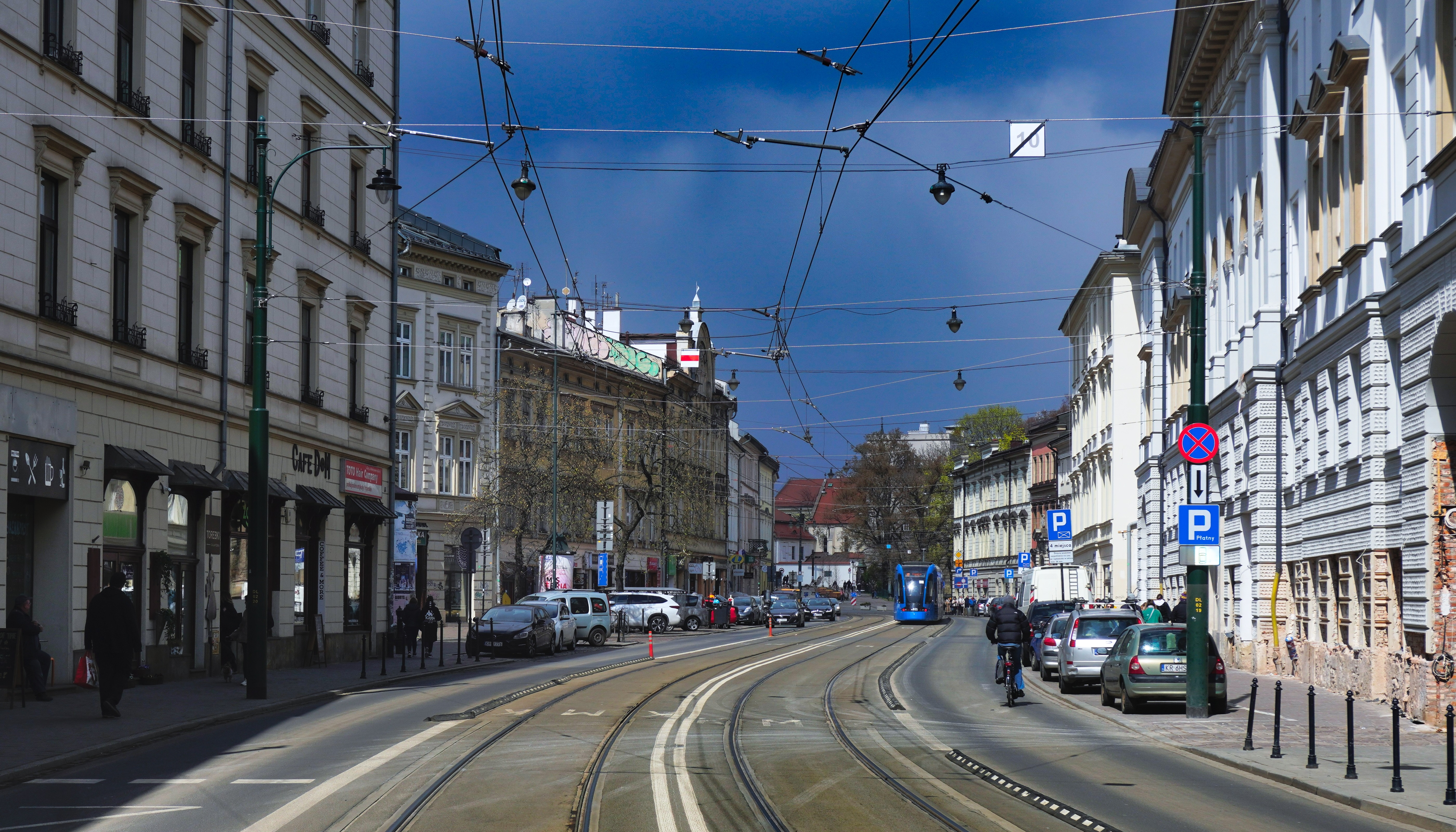
Widok od ulicy Dietla (z południa)
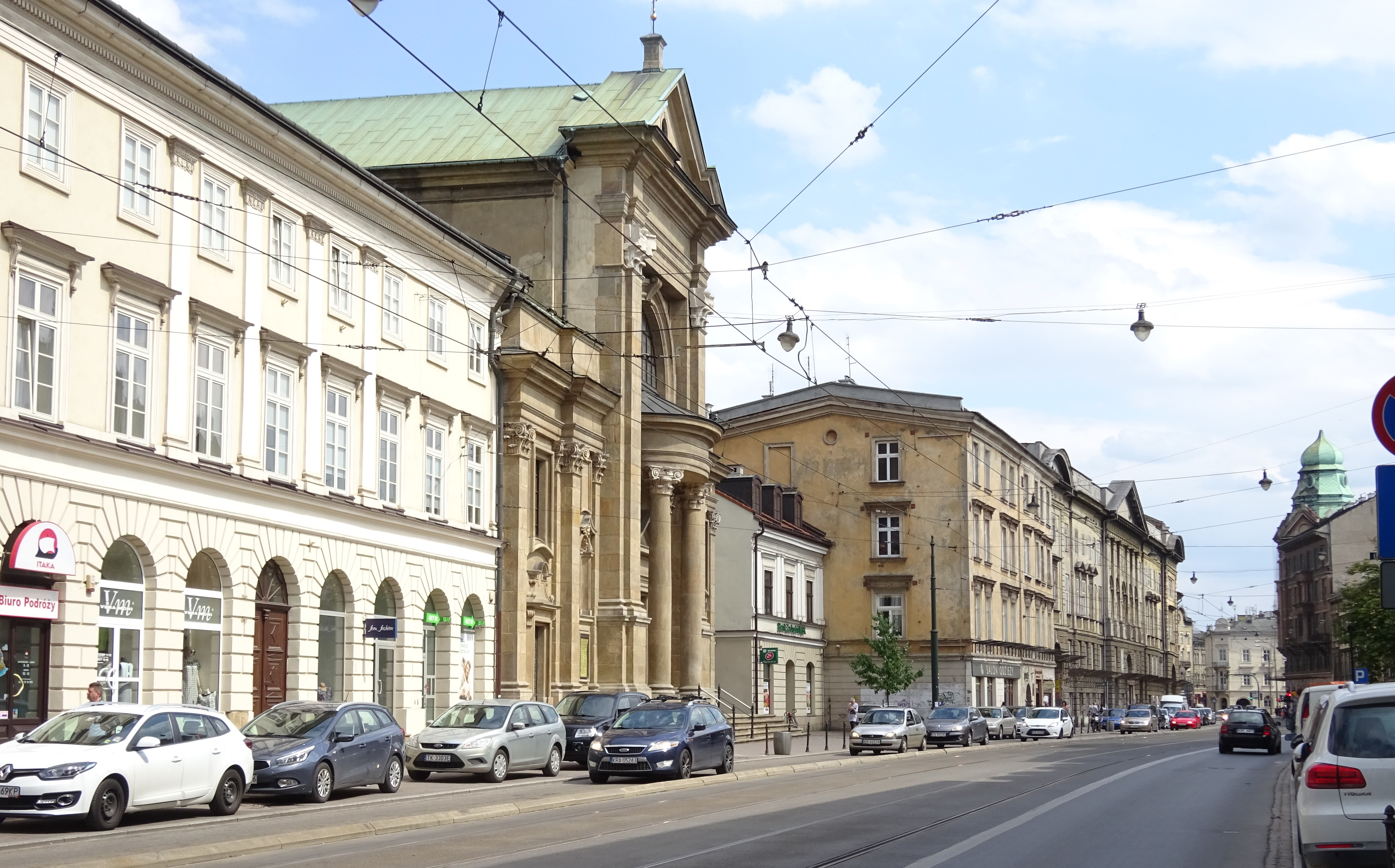
Widok na ulicę od podnóża Wawelu w kierunku południowym. W centrum zdjęcia widoczny Kościół Nawrócenia św. Pawła, w głębi po prawej Kamienica Ohrensteina. (2016)
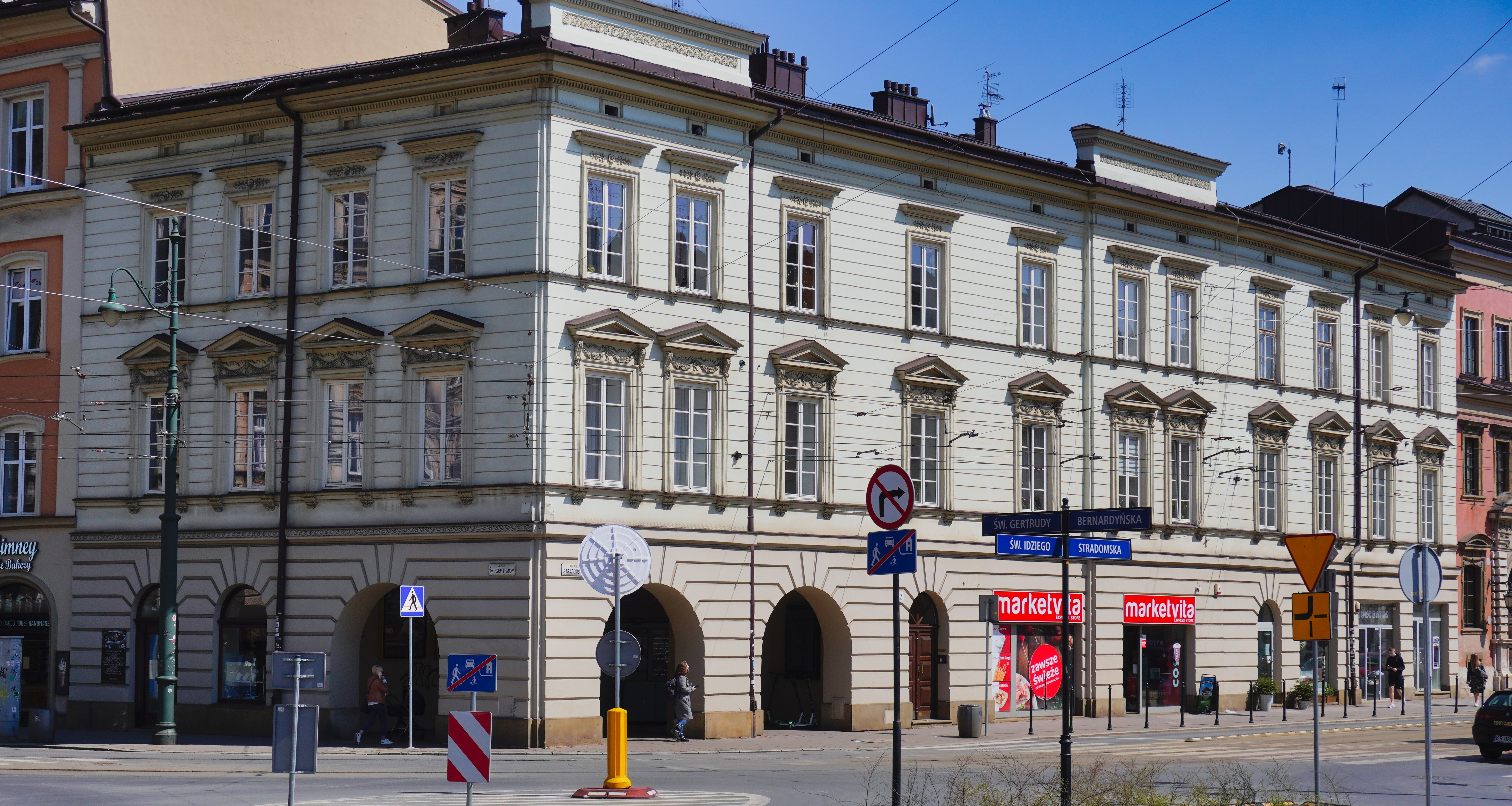
ul. Stradomska 2 Kamienica (XIX wiek)
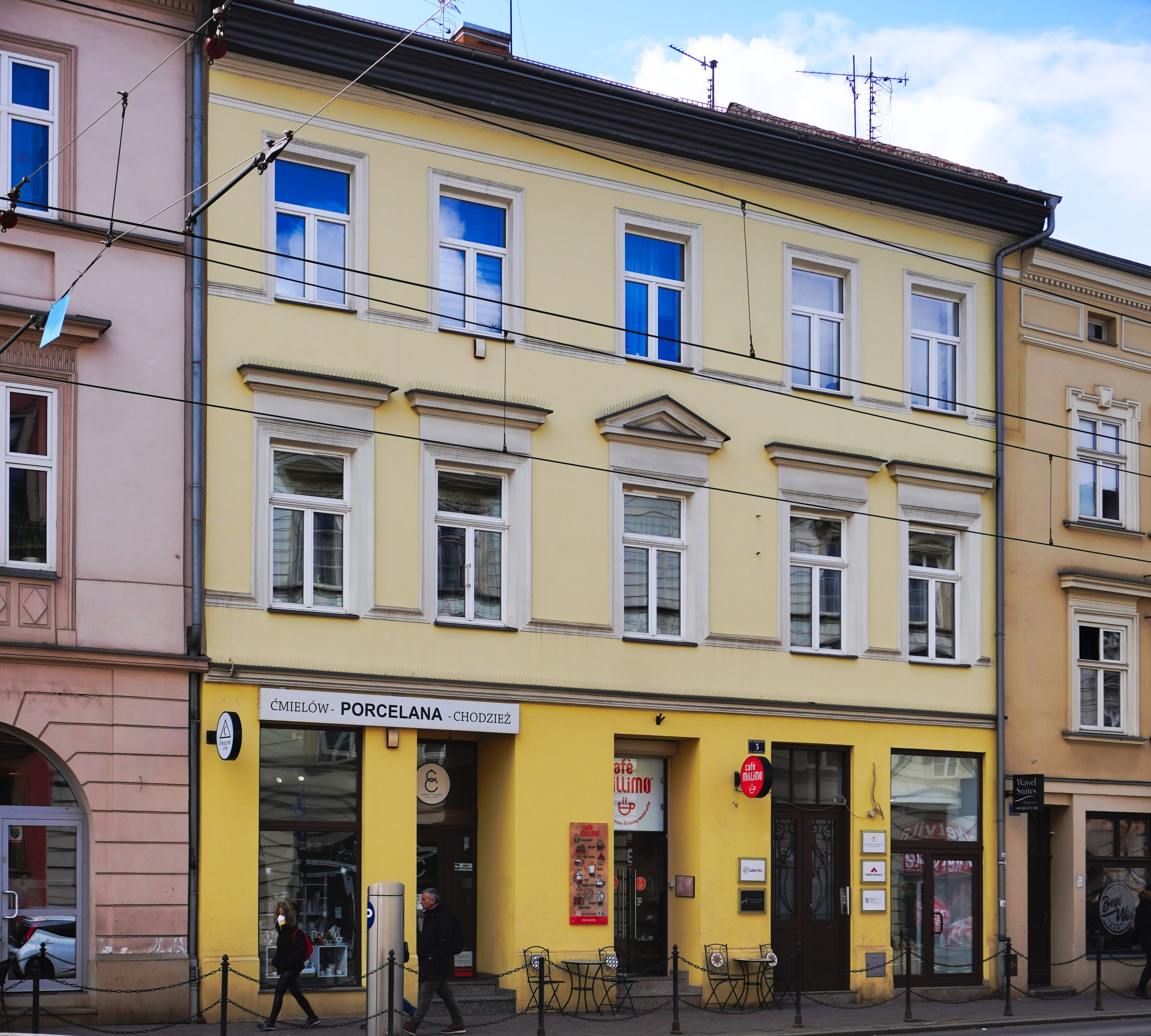
ul. Stradomska 3 Zabytkowa kamienica (proj. Bogumił Trenner, 1849)
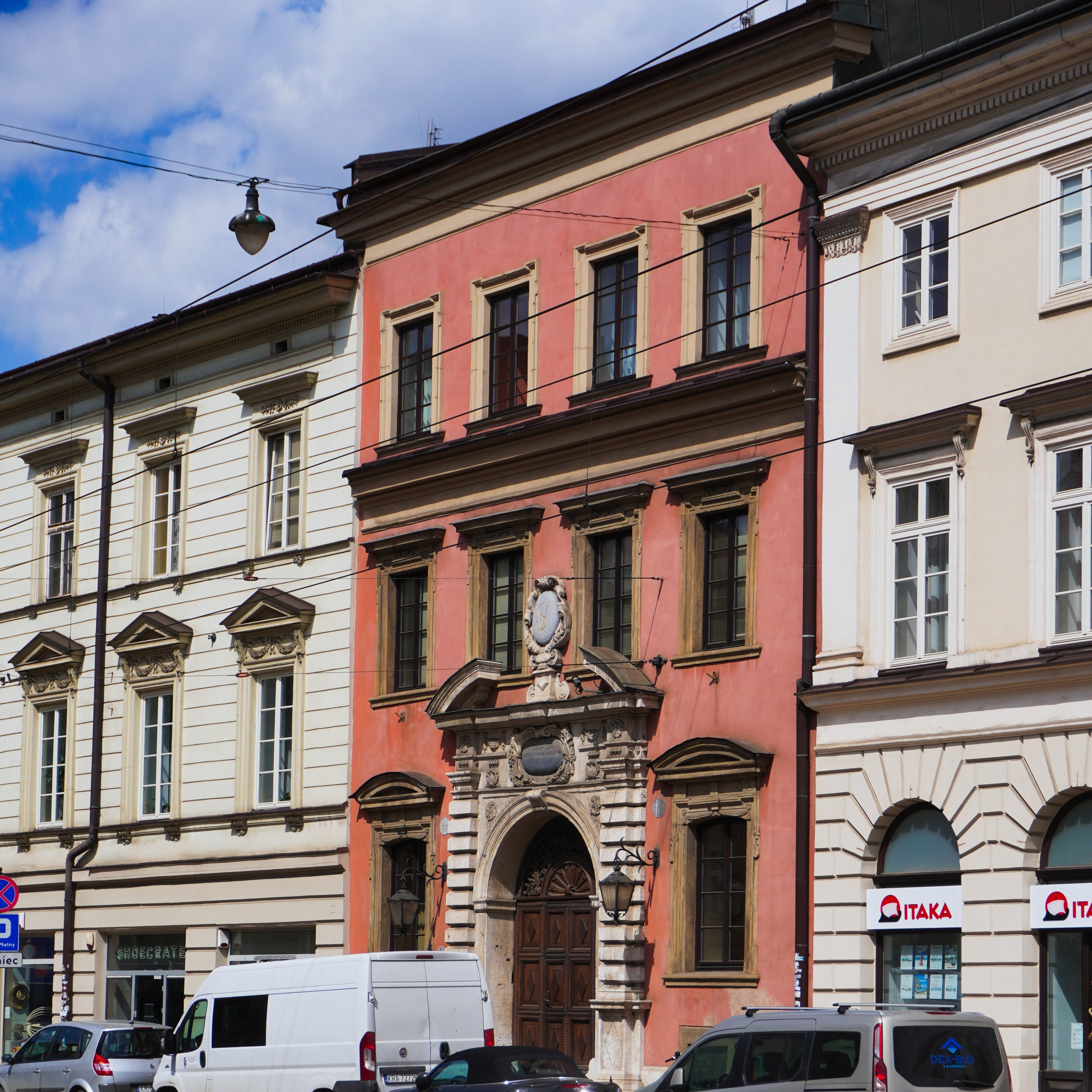
ul. Stradomska 4 Kamienica, budynek furty w składzie zespołu klasztoru Misjonarzy (proj. Kacper Bażanka)
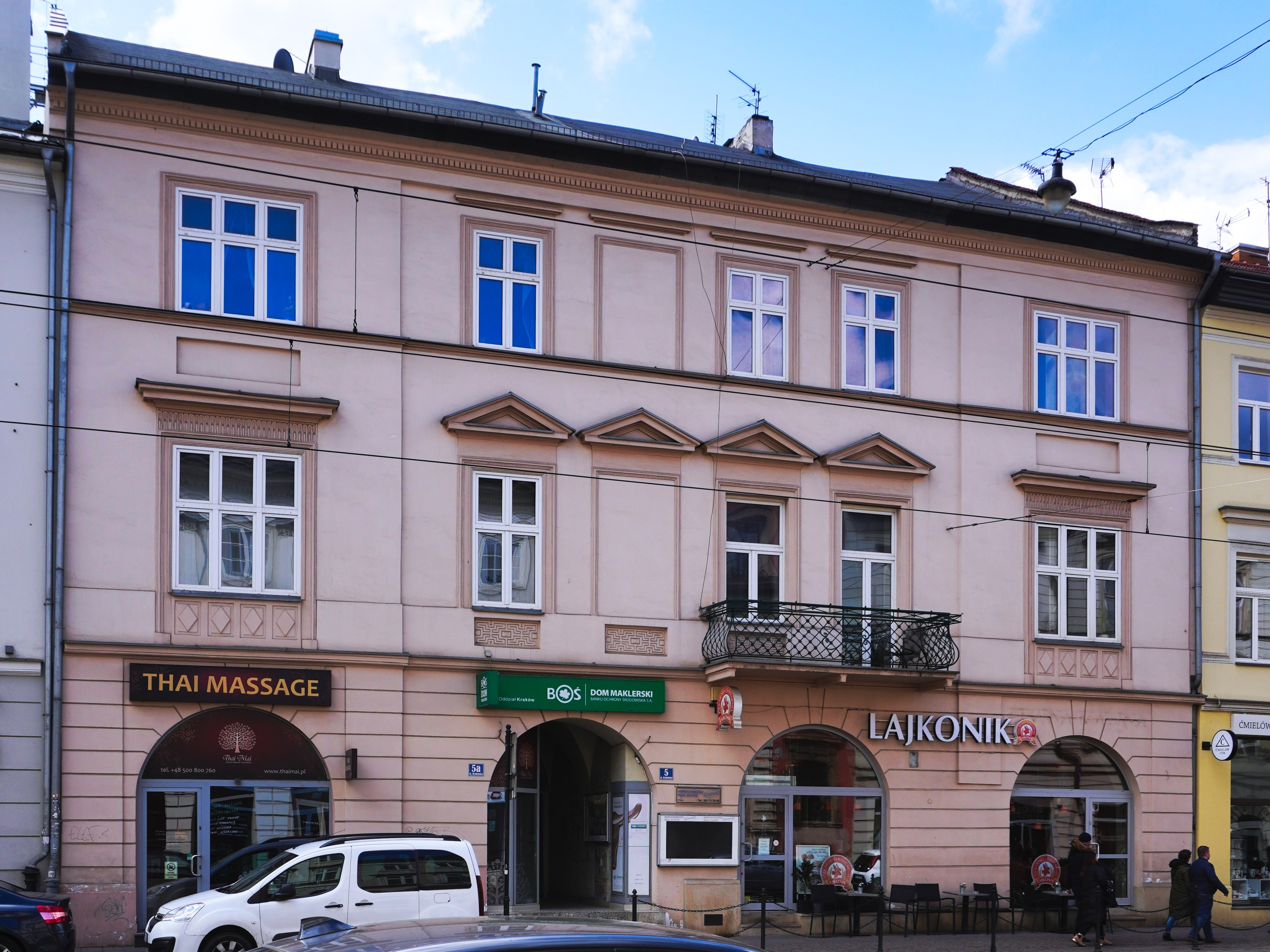
ul. Stradomska 5 Zabytkowa kamienica (proj. T.K. Niemczykiewicz, 1842)
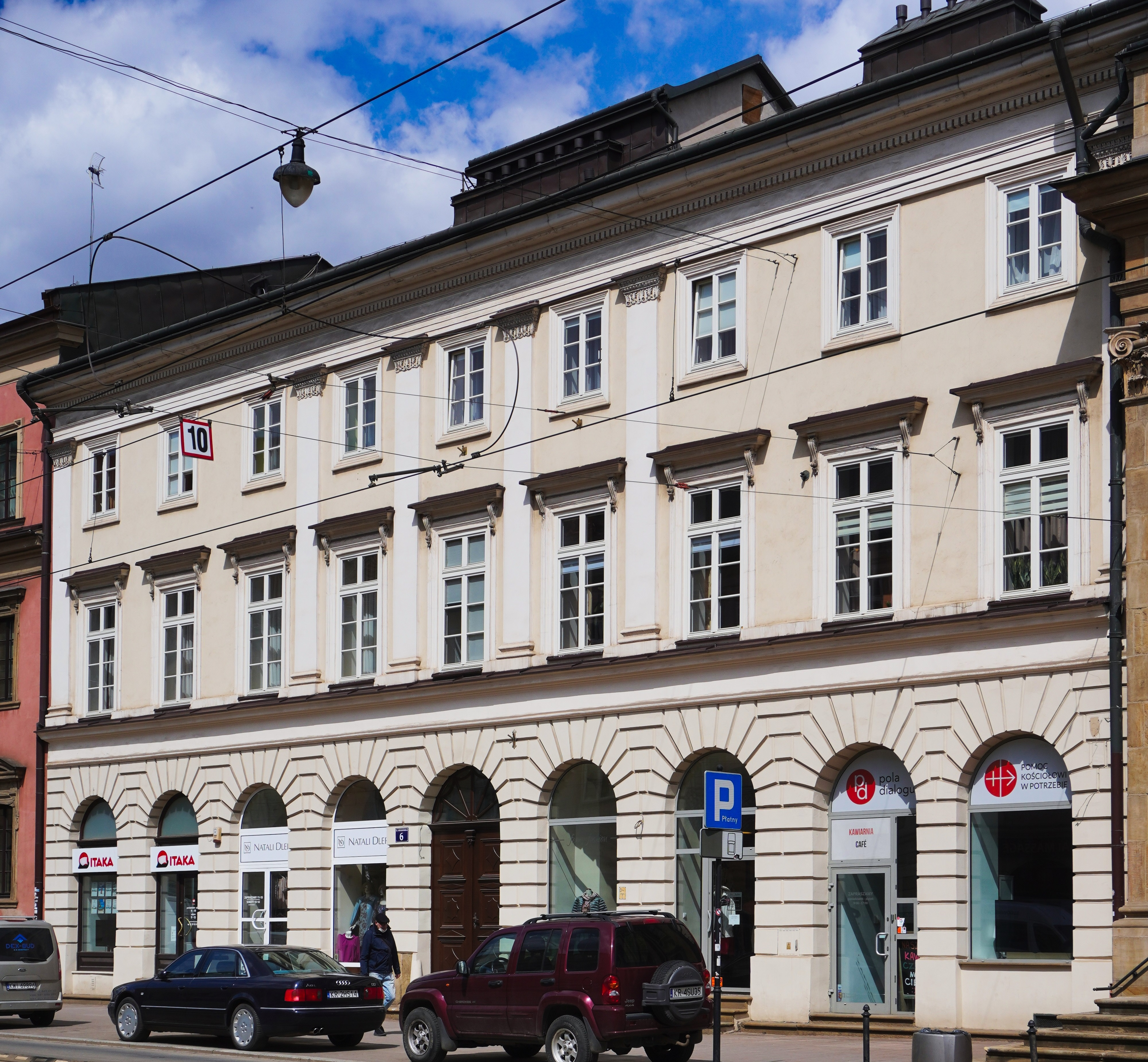
ul. Stradomska 6 Kamienica, zachodnie skrzydło klasztoru Misjonarzy (proj. Kacper Bażanka)
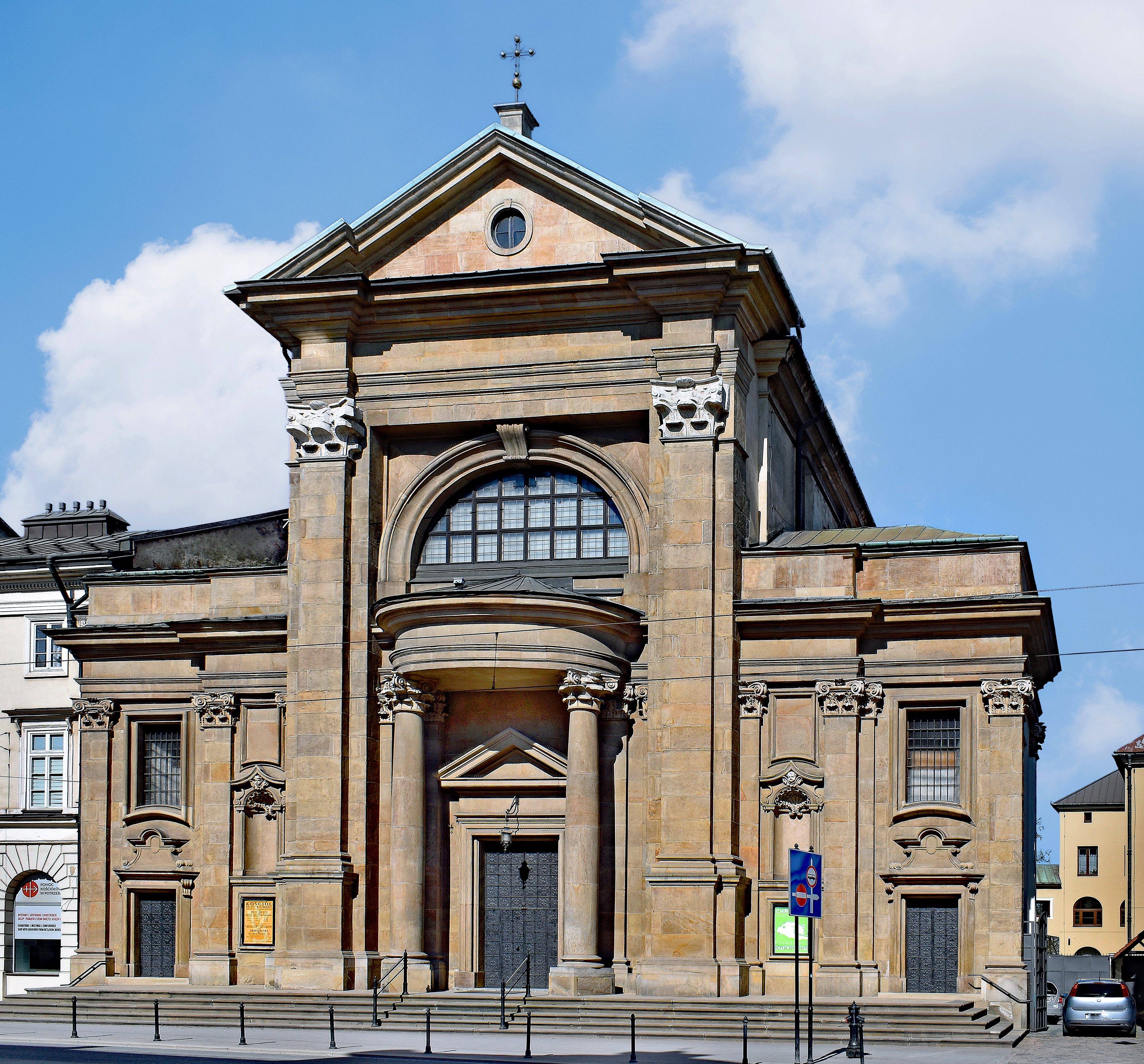
ul. Stradomska 6 Kościół Nawrócenia św. Pawła
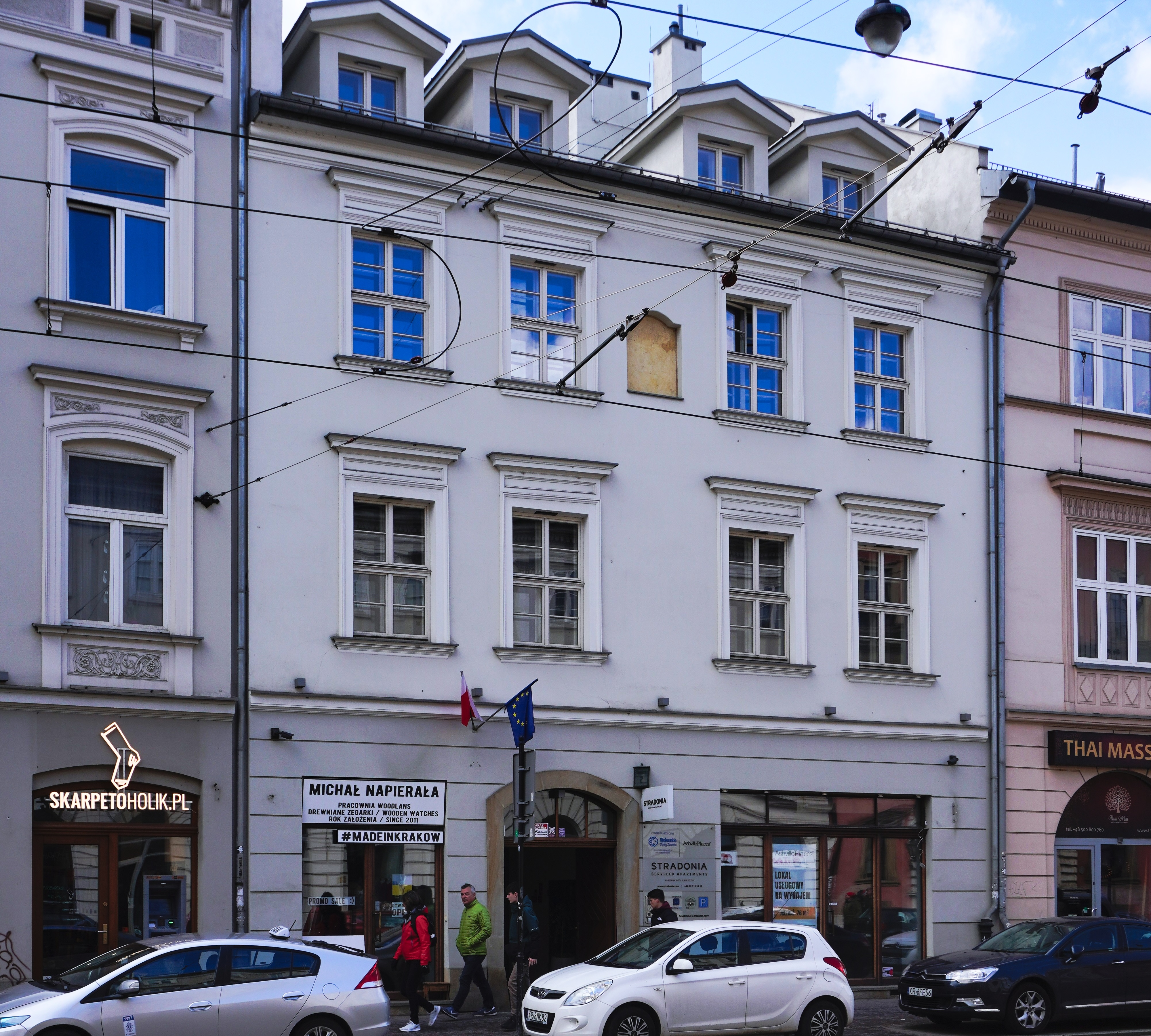
ul. Stradomska 7 Kamienica (XVIII wiek)
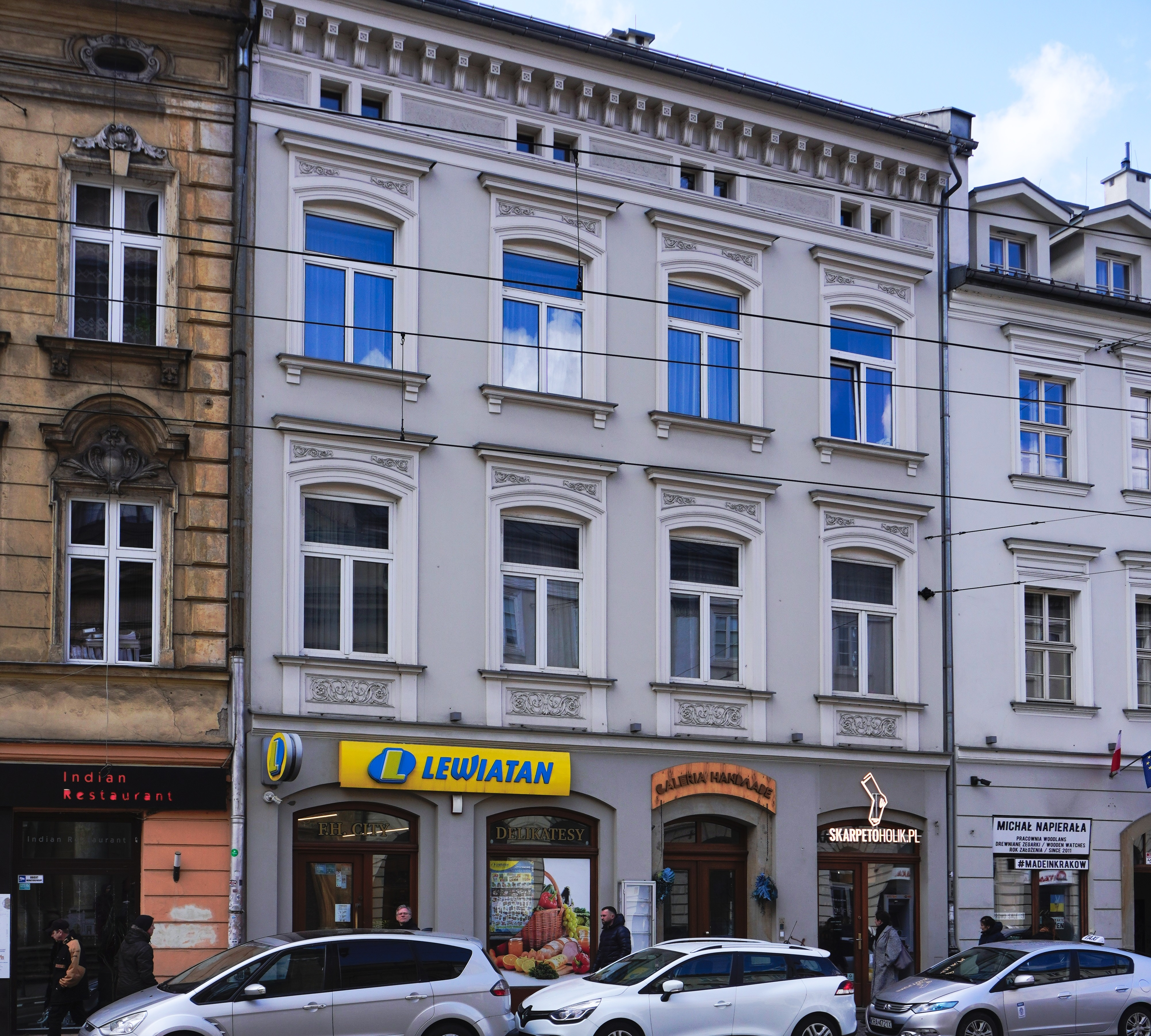
ul. Stradomska 9 Kamienica (1860)
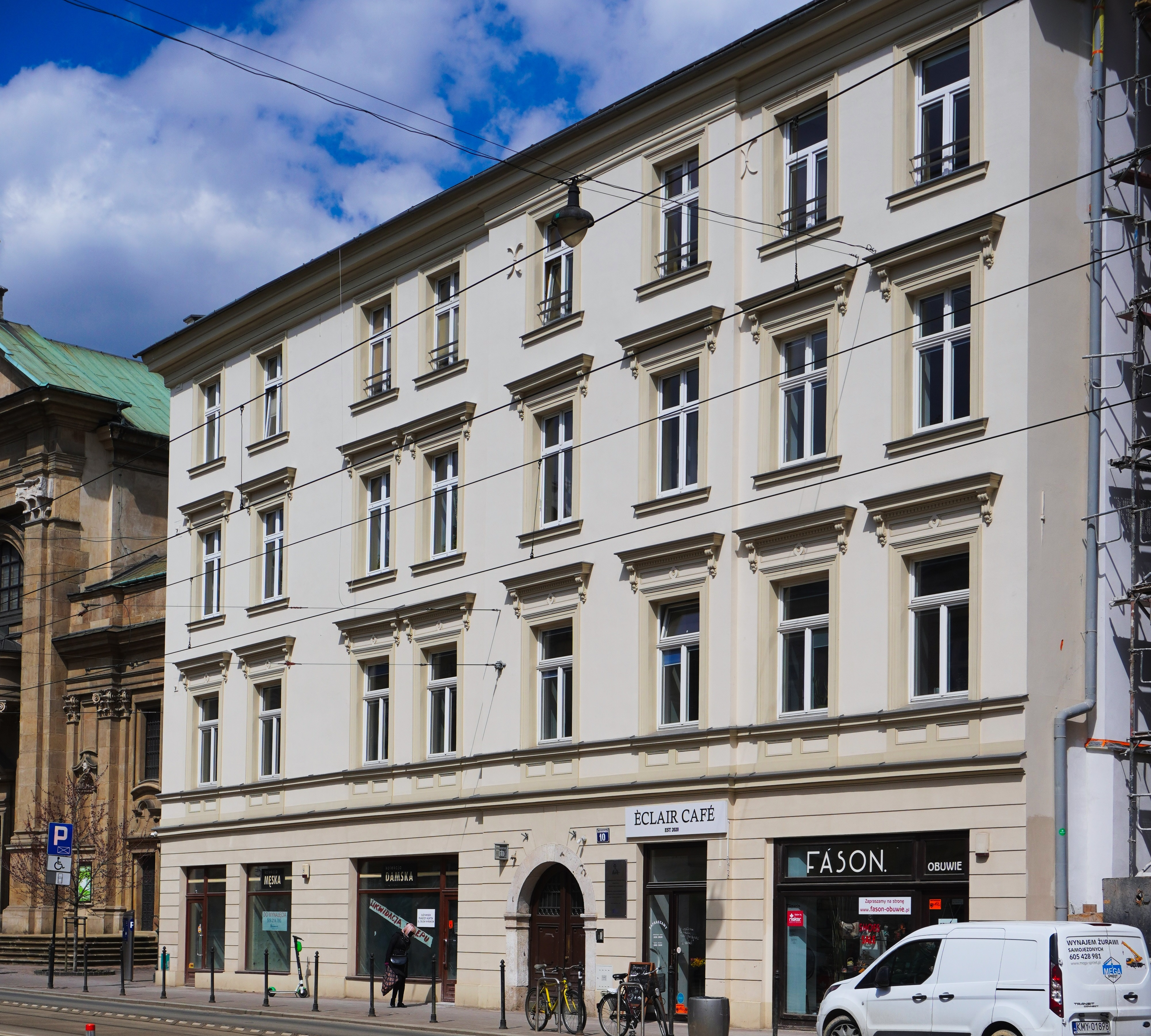
ul. Stradomska 10 Kamienica (XVIII wiek)
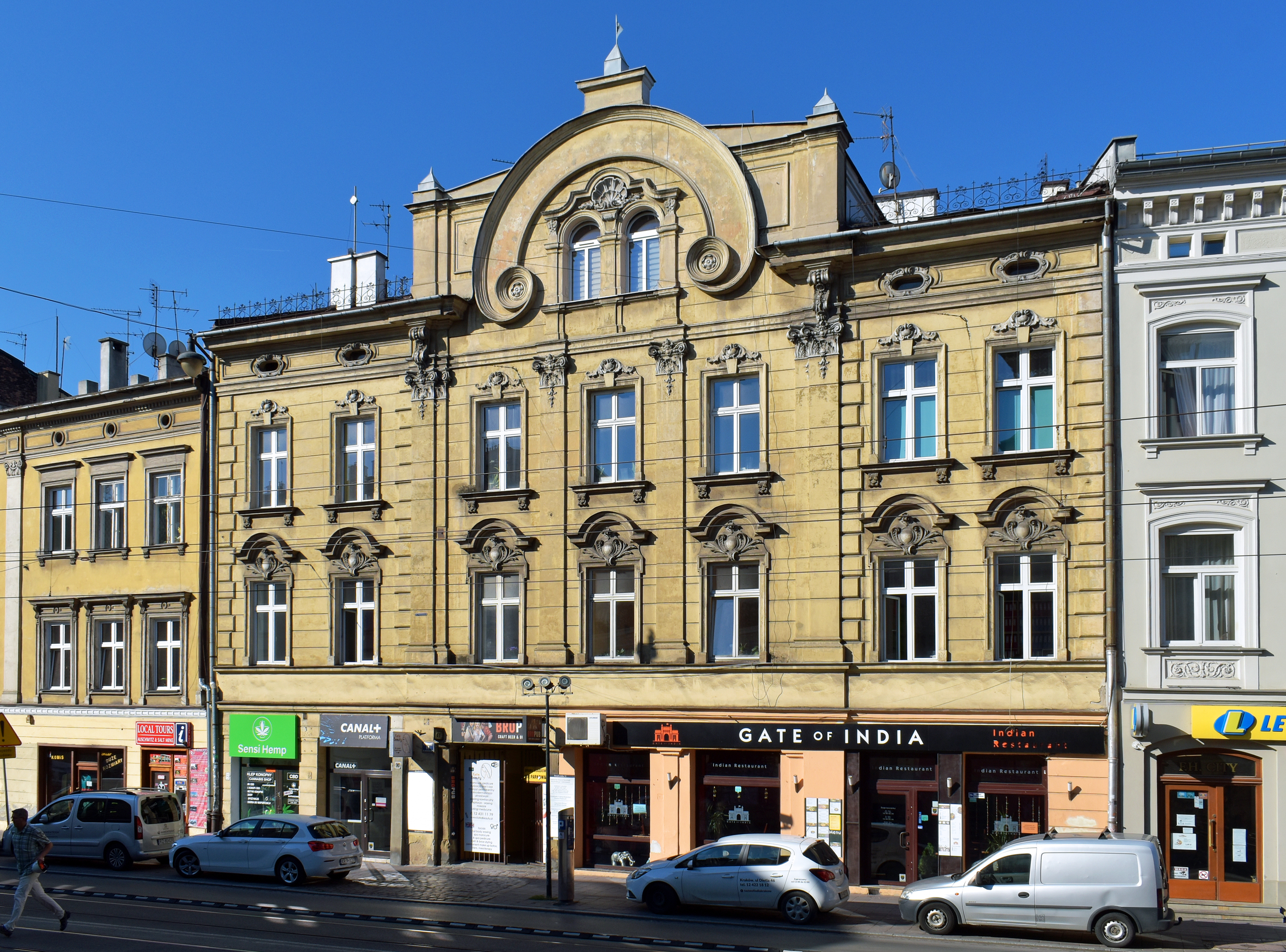
ul. Stradomska 11 Dom Jakubowskich proj. Ignacy Hercok (1829)
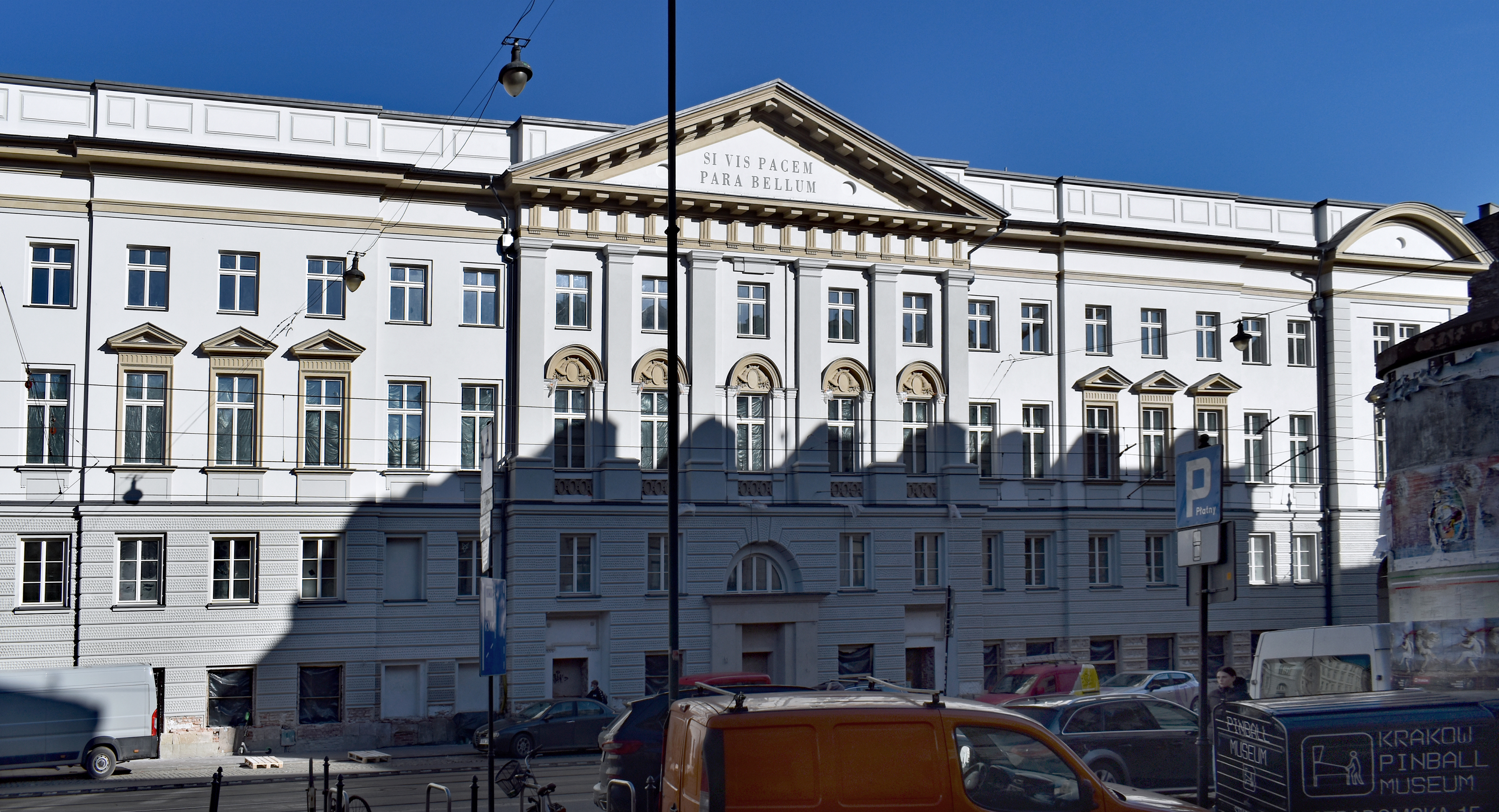
ul. Stradomska 12-14 Kamienica
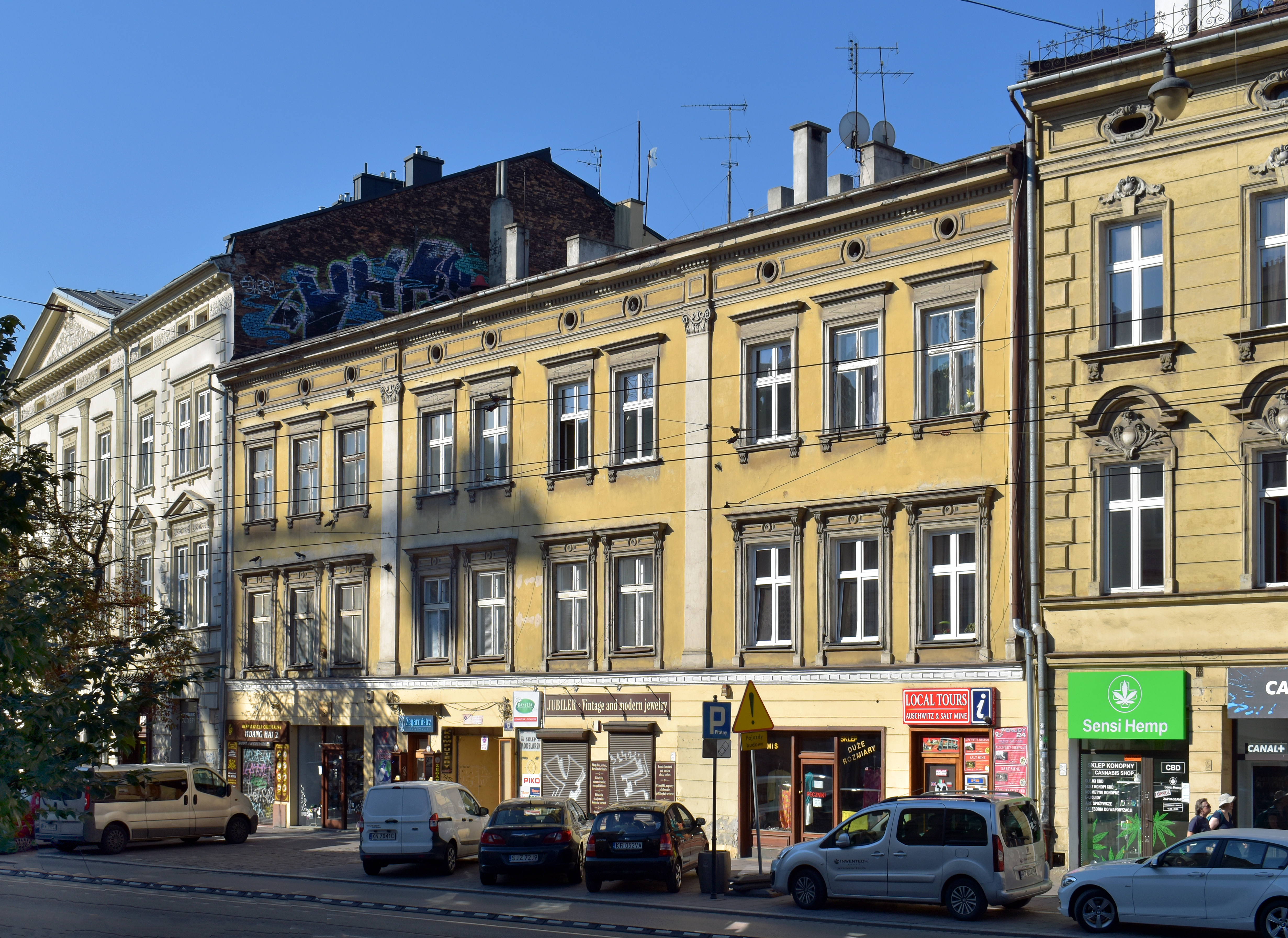
ul. Stradomska 13 Dawny „Hotel Pod Białą Różą” w którym zatrzymywał się Balzak
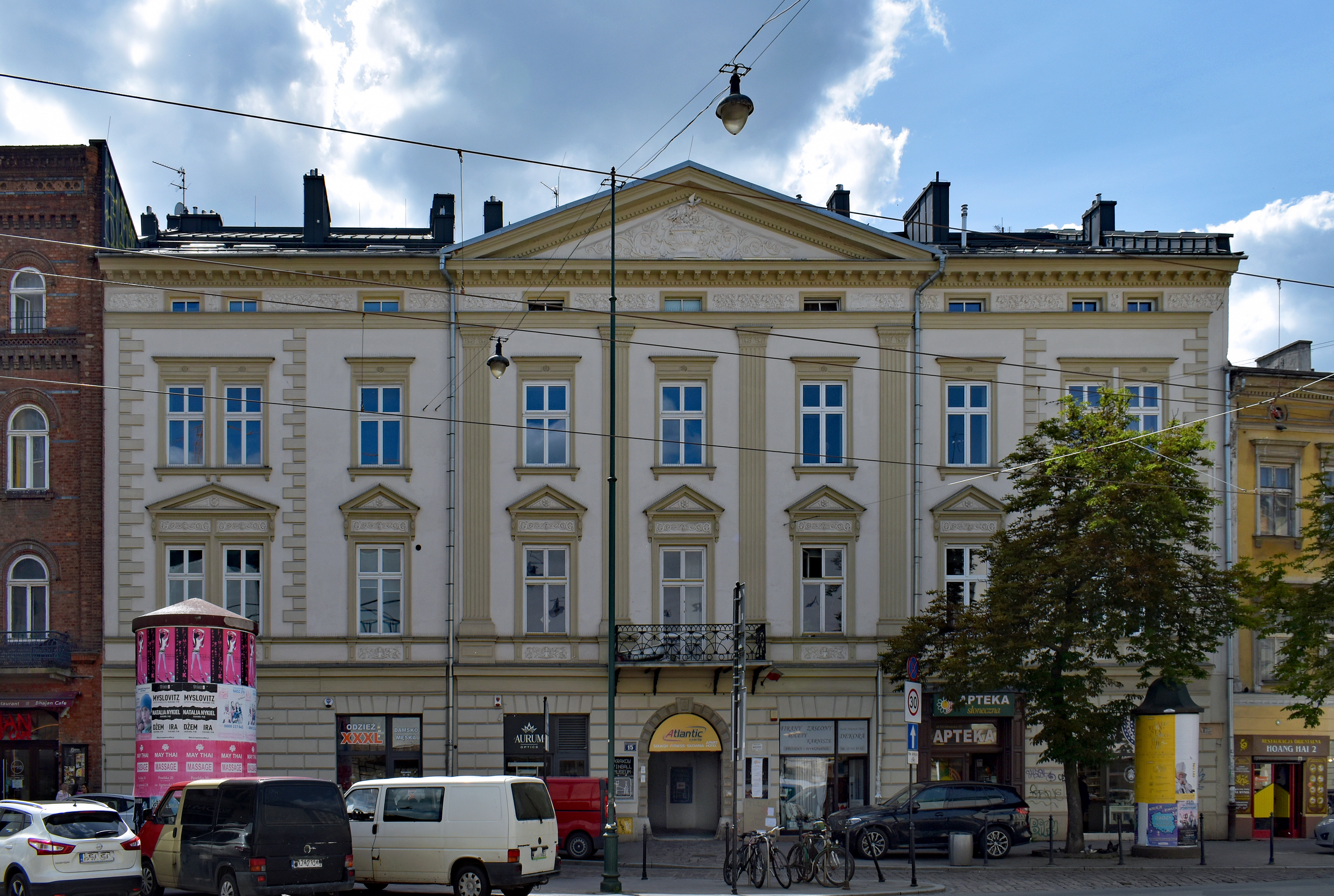
ul. Stradomska 15 Kamienica Schermantów proj. Jacek Matusiński (1871)
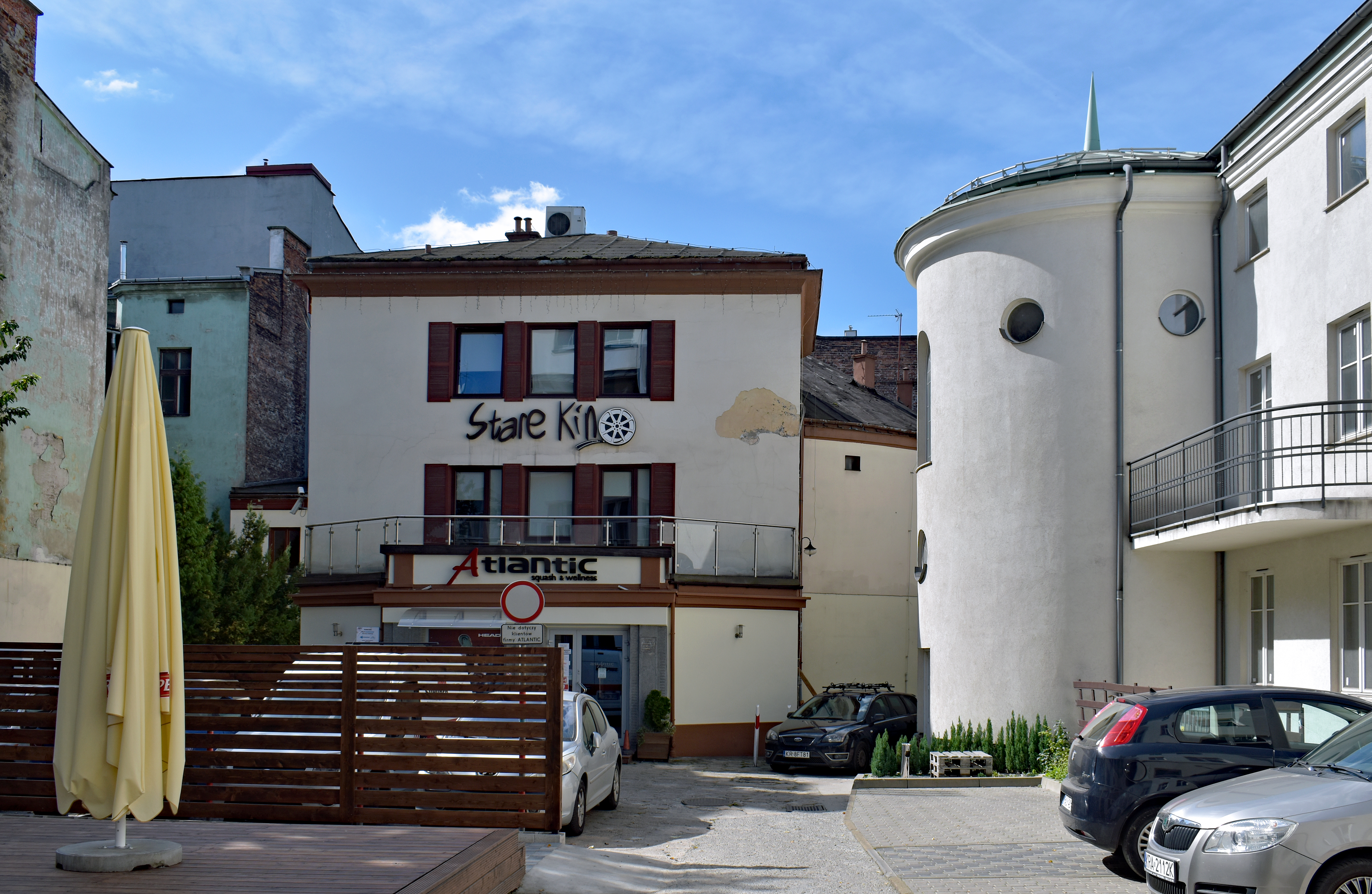
ul. Stradomska 15 Budynek dawnego kina „Warszawa”
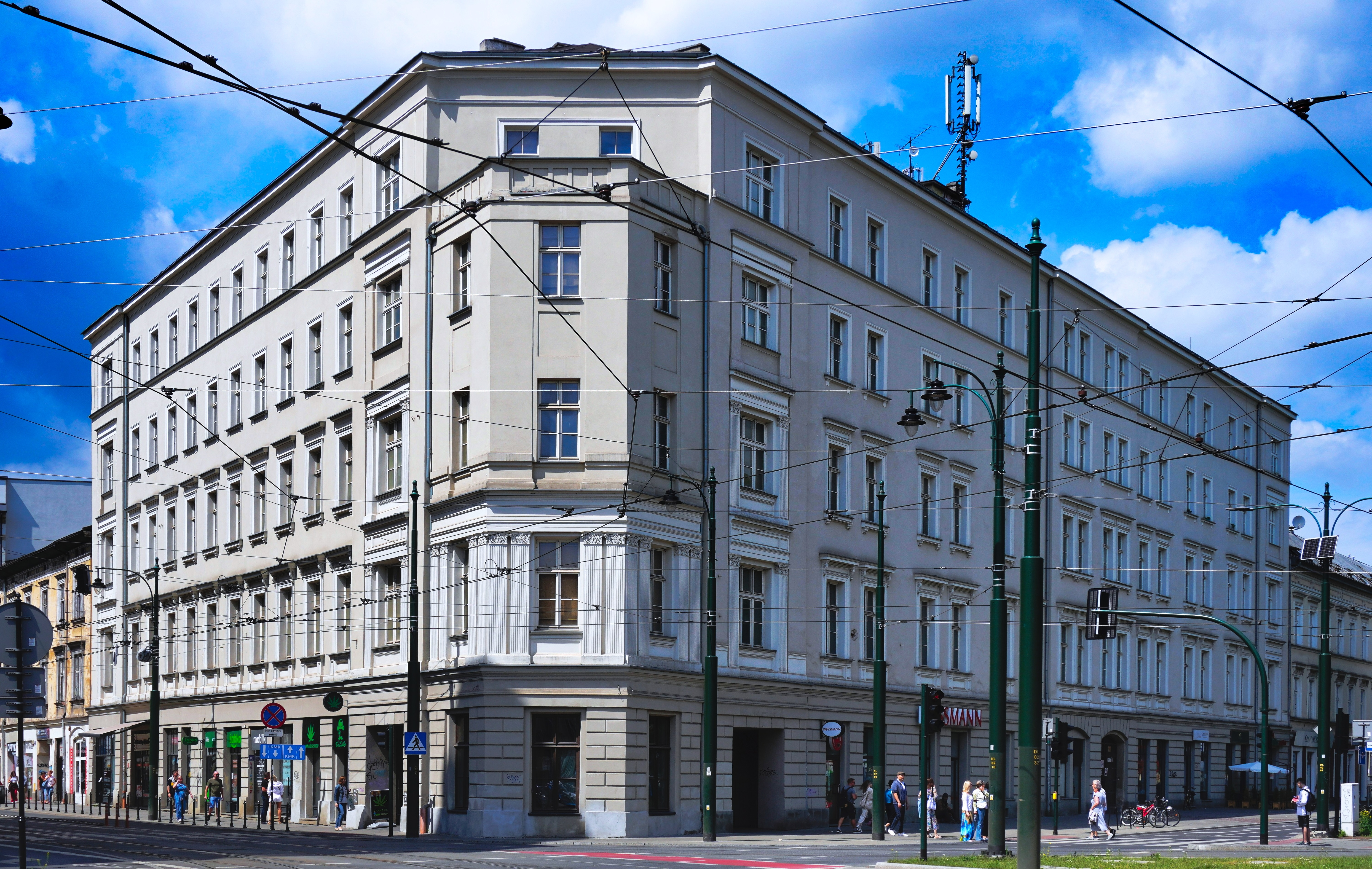
ul. Stradomska 18 Kamienica (proj. Samuel Singer – przebudowa)